# Symphony Aircraft SA 160
Die Symphony Aircraft SA 160 ist ein zweisitziges, einmotoriges Sportflugzeug in Hochdecker-Auslegung. Es wurde in der Mitte des letzten Jahrzehnts vom kanadischen Hersteller Symphony Aircraft Industries gefertigt  und ist eine Weiterentwicklung des Bausatzflugzeuges Stoddard-Hamilton Glastar.

## Technische Daten  der OMF-100-160
| Kenngröße             | Daten                                    |
| --------------------- | ---------------------------------------- |
| Besatzung             | 2                                        |
| Länge                 | 6,96 m                                   |
| Spannweite            | 10,67 m                                  |
| Leermasse             | 345 kg                                   |
| Höhe                  | 2,82 m                                   |
| Flügelfläche          | 11,93 m²                                 |
| max. Startmasse       | 889 kg (995 kg mit Modifikation möglich) |
| Reisegeschwindigkeit  | 241 km/h (130 kts)                       |
| Höchstgeschwindigkeit | 300 km/h (162 kts)                       |
| Triebwerk             | Lycoming O-320-D2A                       |